# Districte de Rethel
El Districte de Rethel és un dels quatre districtes amb què es divideix el departament francès de les Ardenes, a la regió del Gran Est. Té 6 cantons i 101 municipis. El cap del districte és la sotsprefectura de Rethel.

## Cantons
cantó d'Asfeld - cantó de Château-Porcien - cantó de Chaumont-Porcien - cantó de Juniville - cantó de Novion-Porcien - cantó de Rethel